# Chagai-I
Le test nucléaire Chagai-I est le nom donné au premier essai nucléaire pakistanais composé de cinq explosions souterraines dans un tunnel horizontal de 1 kilomètre, le 28 mai 1998,,. Il précède le test Chagai-II, effectué deux jours plus tard.

## Contexte
Après le programme nucléaire indien initié dans les années 1960 à la suite de la guerre sino-indienne et des premiers tests lors de l'année 1974, le Pakistan a commencé un processus similaire. L'essai de mai 1998 de l'Inde pousse le Pakistan a lancer ses propres essais pour montrer la détention effective de son arsenal — alors que le Pakistan est déjà considéré comme une puissance nucléaire depuis 1979,. Les essais de Chagai-I, se déroulant moins de 20 jours après l'essai indien entraîne la préoccupation de la communauté internationale sur la situation régionale.
| Heure | 10:16:15.8 28 May 1998 (UCT) USGS; 10:16:17.6 UCT (PIDC) |
| Lieu  | Monts Ras Koh                                            |

## Critiques
Alors que la possession d'une arme nucléaire est perçue comme une fierté par la population, l'Organisation du traité de l'Atlantique nord définit les essais pakistanais comme un développement dangereux pour la région tandis que le président américain Bill Clinton annonce la mise en place de sanctions contre la République islamique.